# 16938 Nalanimiller
16938 Nalanimiller è un asteroide della fascia principale. Scoperto nel 1998, presenta un'orbita caratterizzata da un semiasse maggiore pari a 2,765990 UA e da un'eccentricità di 0,144190, inclinata di 9,223383° rispetto all'eclittica.